# The Indian Chief and the Seidlitz Powder
The Indian Chief and the Seidlitz Powder è un cortometraggio muto del 1901 diretto da Cecil M. Hepworth.

## Produzione
Il film fu prodotto dalla Hepworth.

## Distribuzione
Distribuito dalla Hepworth, il film - un cortometraggio della lunghezza di 29,1 metri - uscì nelle sale cinematografiche britanniche nell'agosto 1901.
Non si hanno altre notizie del film che si ritiene perduto, forse distrutto nel 1924 quando il produttore Cecil M. Hepworth, ormai fallito, cercò di recuperare l'argento del nitrato fondendo le pellicole.